# Graf DK 26

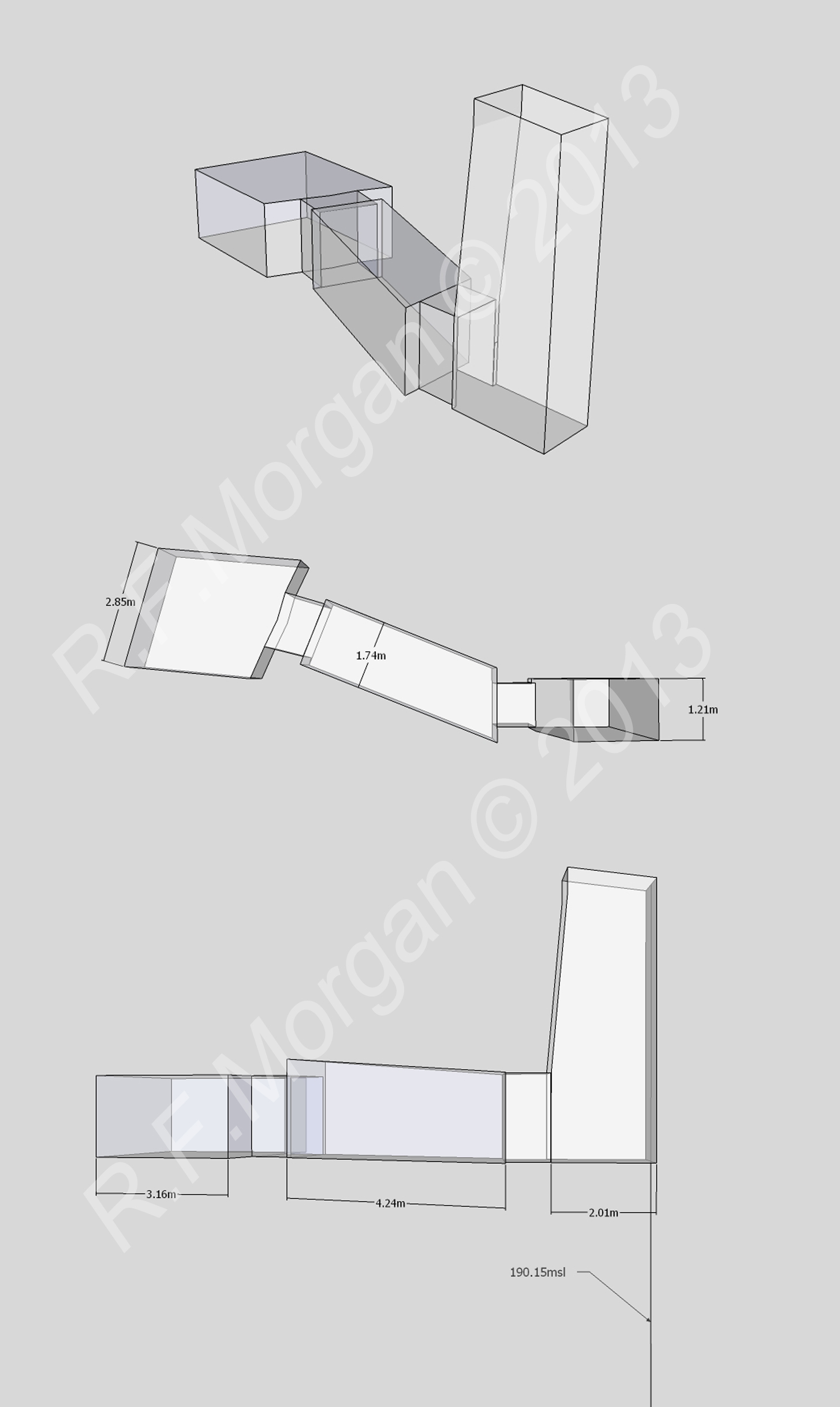
Schematische weergave van graf DK 26

Graf DK 26 is een graf uit de Vallei der Koningen. Het graf, daterend uit de 18e dynastie, werd ontdekt door James Burton vóór 1835, en later mogelijk herontdekt door Victor Loret. De tombe is niet gedecoreerd en het is onduidelijk voor wie het graf is gebouwd. Het graf is nog grotendeels gevuld met puin.